# Lena Raine
Lena Raine (Seattle, 29 de febrero de 1984), también conocida como Lena Chappelle, es una compositora y productora estadounidense. Raine es más conocida por su trabajo en las bandas sonoras de Celeste y Guild Wars 2. Ha compuesto música para otros videojuegos, incluyendo Minecraft y Chicory: A Colorful Tale.

## Vida y carrera
Raine tuvo una exposición a la música desde temprana edad debido a su participación en un coro. Su padre era violinista. A través de una comunidad de fans de Sonic, Raine se introdujo al mundo del MIDI, primero haciendo remixes MIDI de canciones que conocía y después realizando música propia. Más tarde, cursó estudios en la Cornish College of the Arts para un grado en composición musical. Raine también es transgénero.
Raine es más conocida por su trabajo en las bandas sonoras de Celeste y Guild Wars 2. Trabajó en ArenaNet durante seis años, componiendo la banda sonora de Guild Wars 2. En esta empresa, Raine y Maclaine Diemer eran compositores in-house para una extensión de Guild Wars 2 lanzada en 2015, llamada Guild Wars 2: Heart of Thorns. Raine dejó ArenaNet en 2016.
En 2018, Raine publicó la aventura conversacional ESC en itch.io. Raine fue la desarrolladora y compositora de ESC,  siendo los elementos visuales creados por Dataerase. En 2019, lanzó su primer álbum, Oneknowing. En 2020, Raine compuso una parte de la banda sonora de Minecraft, creando cuatro canciones nuevas para la Nether Update. Raine creó la banda sonora de Chicory: A Colorful Tale, con una demo del juego lanzada en 2019.
Ella también participó en la composición de varias canciones para el videojuego Deltarune, más específicamente las del capítulo 2.

## Premios
Raine fue nominada para un premio de la Academia Británica de las Artes Cinematográficas y de la Televisión (BAFTA por sus siglas en inglés) y ganó el premio de la Sociedad estadounidense de Compositores, Autores y Editores (ASCAP por sus siglas en inglés) por el Video Game Score of the Year en 2019. Su trabajo en la banda sonora de Celeste fue nominado a la mejor música en videojuegos para los The Game Awards de 2018.

## Discografía

### Álbumes de estudio y canciones
| Año  | Título               | Notas                           |
| 2021 |                      |                                 |
| ---- | -------------------- | ------------------------------- |
| 2020 | Reknowing            | Álbum de remixes de Oneknowing  |
| 2019 | Oneknowing           |                                 |
| 2018 | Lullaby for Lancer   |                                 |
| 2018 | A Day On The Road    |                                 |
| 2017 | Chip Collection      | Recopilación de música chiptune |
| 2016 | Acoustic Collection  | Recopilación de música acústica |
| 2016 | Singularity          | Extended play                   |
| 2016 | Snowflight           |                                 |
| 1999 | Changing of the Tide |                                 |

### Bandas sonoras de videojuegos/películas
| Año  | Título                                    | Tipo                   |
| ---- | ----------------------------------------- | ---------------------- |
| 2021 | Chicory: A Colorful Tale                  | Videojuego             |
| 2021 | OtherSide/Minecraft                       | Videojuego             |
| 2020 | Minecraft                                 | Videojuego             |
| 2019 | Steven Universe: La Película              | Película de televisión |
| 2019 | Celeste: Farewell (Banda sonora original) | Videojuego             |
| 2018 | ESCISM: ESC (Banda sonora original)       | Videojuego             |
| 2018 | Celeste - Madeline's Grab Bag             | Videojuego             |
| 2018 | Celeste                                   | Videojuego             |
| 2016 | Hackmud                                   | Videojuego             |
| 2016 | UPSHIFT                                   | Videojuego             |
| 2016 | PANIC at Multiverse High!                 | Videojuego             |
| 2015 | Guild Wars 2: Heart of Thorns             | Videojuego             |
| 2014 | Dead State                                | Videojuego             |
| 2013 | Music Madness                             | Videojuego             |